# Eine Frau sucht Liebe
Eine Frau sucht Liebe ist ein 1968 entstandener, deutscher Spielfilm mit Eva Renzi und Horst Janson in den Hauptrollen.

## Handlung
Jane und George sind ein lebenslustiges Liebespaar. Ein düsterer Schatten liegt aber über Jane, sie wird von Angst machenden Vision verfolgt, die mehr und mehr in sexuelle Zwangsneurosen ausarten. Ihr Arbeitgeber scheint damit in Zusammenhang zu stehen, besitzt er doch auf eine unheimliche Weise Macht über sie. Bald kann Jane Realität und Einbildung, die immer mehr in Wahnvorstellungen ausarten, nicht mehr voneinander unterscheiden. Um dieser sie quälenden Macht zu entkommen, sucht die junge Frau immer mehr den Schutz in der Liebe zu George. Ein dramatisches Ereignis, in dessen Mittelpunkt eine schreckliche Bluttat steht, verübt an ihrem Geliebten, ruft einen Schock hervor und gibt zugleich die Erklärung für Janes Seelenpein.

## Produktionsnotizen
Eine Frau sucht Liebe entstand 1968 und wurde am 31. Januar 1969 uraufgeführt.
Die Bauten stammen von Robert Stratil. Chefkameramann Charly Steinberger gab hier sein Debüt beim Kinofilm.

## Kritiken
In Filme 1965–70 ist Folgendes zu lesen: „Das Geflecht von Wirklichkeit und Einbildung bleibt bis zum Ende konfus und entgleitet besonders im Umfeld in peinliches Sexualverhalten, das von der Thematik nicht gedeckt wird. – Wir raten ab.“
Im Lexikon des Internationalen Films heißt es: „Konfuses Psychodrama mit kriminalistischem Einschlag und spekulativen Sexfantasien.“ Auch der Evangelische Film-Beobachter gelangte zu keiner besseren Einschätzung: „Dieser mit großen Ambitionen gedrehte und ziemlichem Aufwand präsentierte Farbfilm über eine junge hübsche Buchhändlerin und ihren lebhaften Trieb erweist sich – statt der von den beteiligten Firmen erhofften deutschen ‚Rakete‘, die auf dem Weltmarkt landen würde – als eine eindeutig spekulative Produktion mit viel auf die Dauer langweilendem Sex in allen Arten und Abarten und ein bißchen Crime. Abzulehnen.“